# Today and Tomorrow
«Hoy y Mañana» —título original en inglés: «Today and Tomorrow»— es el décimo cuarto episodio de la quinta temporada de la serie de televisión posapocalíptica, horror Fear the Walking Dead. Se estrenó el 15 de septiembre de 2019. Estuvo dirigido por Sydney Freeland y en el guion estuvo a cargo de Richard Naing y David Johnson.

## Trama
Durante una carrera de suministros, Grace y Daniel se meten en problemas cuando su camión se descompone y son perseguidos por una horda de caminantes. Refugiado en un bar abandonado, Daniel explica que fue Charlie quien lo sacó de su apartamento.
Trabajando con Althea, Morgan retrasa el regreso al convoy, admitiendo finalmente que se debe a su buena y fluida relación con Grace. Los dos rescatan a un hombre llamado Tom de algunos de los pioneros de Virginia y la historia de Tom hace que Althea se pregunte si el grupo está relacionado con Isabelle. Morgan y Althea irrumpen en un complejo de condominios en el que Tom había estado viviendo para buscar a la hermana de Tom, Janis, pero la encuentran desaparecida y son capturados por Virginia. Ella parece no saber nada sobre el grupo de helicópteros y los libera, instándolos a unirse a su causa.
Morgan se sincera con Althea sobre su familia perdida mientras revela sus experiencias con Isabelle. Tratando de reconciliarse con Grace, Morgan se entera de que ha vuelto a enfermar y siente que no le queda mucho más por vivir.

## Recepción
"Today and Tomorrow" recibió críticas mixtas. Actualmente tiene una calificación del 50%, con una calificación promedio de 5.25/10 sobre 10 en el agregador de reseñas Rotten Tomatoes. El consenso de los críticos dice: "'Today and Tomorrow' se detiene para reflexionar sobre la dinámica emocional del conjunto Fear, un cambio de ritmo que puede complacer a los fanáticos de estos supervivientes apocalípticos mientras deja a otros frustrados por la parálisis narrativa tan tarde en la temporada."
Jeffrey Lyles de Lyles 'Movie Files le dio una calificación de 6/10 y escribió: "'Today and Tomorrow' estuvo bien incluso con las horribles habilidades de infiltración de Morgan y Al, pero los aspectos más agradables del episodio fueron Grace y Daniel." Sin embargo, Erik Kain de Forbes fue negativo sobre el episodio y escribió: "Una historia que ha estado divagando y tambaleándose desde el comienzo de la temporada 5 y aún así no logró llegar a ninguna parte."

### Calificaciones
El episodio fue visto por 1,31 millones de espectadores en los Estados Unidos en su fecha de emisión original, debajo del episodios anterior.